# 3525 Paul
A 3525 Paul (ideiglenes jelöléssel 1983 CX2) a Naprendszer kisbolygóövében található aszteroida. Norman G. Thomas fedezte fel 1983. február 15-én.